# I liga paragwajska w piłce nożnej (1917)
Mistrzem Paragwaju został klub Club Libertad, natomiast wicemistrzem Paragwaju został klub Club Olimpia.
Mistrzostwa rozegrano systemem każdy z każdym mecz i rewanż. Tym razem jednak mistrz ligi nie został mistrzem Paragwaju, gdyż wyjątkowo został nim zwycięzca pojedynku między mistrzem ligi a zwycięzcą turnieju División Transitoria.
Z ligi nikt nie spadł, a jedynie z niewiadomych przyczyn wycofał się z rozgrywek ligowych klub Mariscal López Asunción. Wraz z likwidacją konkurencyjnej ligi Asociación Paraguaya de Fútbol, mistrz tej ligi klub Atlántida SC w następnym sezonie zagrał w pierwszej lidze organizowanej przez Liga Paraguaya de Fútbol. Ponieważ do ligi powrócił klub Club Libertad, pierwsza liga zwiększyła się z 8 do 9 klubów.

## Primera División

### Tabela końcowa sezonu 1917
Pewne są jedynie miejsca 1, 2, 3 i 8.
| Poz | Klub                    | Mecze | Punkty |
| --- | ----------------------- | ----- | ------ |
| 1   | Club Olimpia            | 14    | 23     |
| 2   | Club River Plate        | 14    | 19     |
| 3   | Cerro Porteño           | 14    | 18     |
| 4   | Club Guaraní            | ?     | ?      |
| 5   | Club Nacional           | ?     | ?      |
| 6   | Mariscal López Asunción | ?     | ?      |
| 7   | Marte Atlético Luque    | ?     | ?      |
| 8   | Club Sol de América     | ?     | ?      |

## División Transitoria
División Transitoria została zorganizowana przez Liga Paraguaya de Fútbol dla tych klubów z ligi Asociación Paraguaya de Fútbol, które chciały wrócić do ligi LPF.

### Tabela końcowa División Transitoria
| Poz | Klub                  | Mecze | Punkty |
| --- | --------------------- | ----- | ------ |
| 1   | Club Libertad         | 10    | 16     |
| 2   | Boys Scouts           | 10    | 15     |
| 3   | Club Presidente Hayes | ?     | 1      |
| 4   | Sastre Sport Asunción | ?     | 1      |
| 5   | Vencedor Luque        | ?     | 1      |
| 6   | 10 de Agosto          | ?     | 1      |

Do pierwszej ligi miały awansować dwa najlepsze w tabeli kluby, ale najprawdopodobniej klub Boys Scouts zrezygnował z gry w pierwszej lidze sezonu 1918.

## Gran Partido
Mecz o mistrzostwo Paragwaju w 1917 roku rozegrany między mistrzem pierwszej ligi klubem Club Olimpia a zwycięzcą División Transitoria klubem Club Libertad.
| Data             | Mecz                                                  |
| ---------------- | ----------------------------------------------------- |
| 4 listopada 1917 | Club Olimpia – Club Libertad 0:1 Rufino Gorostiaga 83 |

Mistrzem Paragwaju w 1917 roku został klub Club Libertad, a wicemistrzem – klub Club Olimpia.

## Liga Asociación Paraguaya de Fútbol
W ostatniej edycji konkurencyjnej ligi wzięły udział następujące kluby: Atlántida SC, Club Rubio Ñú, 14 de Mayo, Sport Asunceno, El Triunfo Ypacaraí.
Mistrzem Paragwaju ligi APF został klub Atlántida SC.